# Pseudomiza flavescens
Pseudomiza flavescens är en fjärilsart som beskrevs av Swinhoe 1906. Pseudomiza flavescens ingår i släktet Pseudomiza och familjen mätare. Inga underarter finns listade.